# Internet Explorer 6
Microsoft Internet Explorer 6 (forkortet IE6) er den sjette version af Internet Explorer, det er en webbrowser udviklet af Microsoft, til brug på Microsoft Windows styresystemer. Det blev udgivet den 27. august 2001, kort tid efter færdiggørelsen af Windows XP. 
Det er standard browser der fulgte med Windows XP og Windows Server 2003 da de blev udgivet. Det blev også stillet til rådighed for Windows NT 4.0, Windows 98, Windows 98 SE, Windows Me, Windows 2000, og Windows Home Server (et derivat af Windows Server 2003). IE6 SP1 er den sidste version af Internet Explorer der findes til Windows NT 4.0, Windows 98, Windows 98 SE, Windows Me og Windows 2000. Selvom Internet Explorer 6 blev afløst af Internet Explorer 7 i oktober 2006, understøtter Microsoft den stadig i Windows XP med SP3.
Denne version af Internet Explorer er i øjeblikket bredt kritiseret for sine sikkerhedsproblemer og manglende støtte til moderne webstandarder, hvilket gør hyppige optrædener i "værste tech produkter af alle tid" lister, med nogle publikationer mærkning det som "mindst sikker software på planeten. Da en betydelig procentdel af web publikum stadig bruger den forældede browser (især i Kina), er kampagner blevet oprettet for at opfordre brugerne til at opgradere til nyere versioner af Internet Explorer eller skifte til forskellige browsere.
Nogle hjemmesider er faldet understøttelse af IE6 helt, mest bemærkelsesværdige, der er Google slippe støtte i nogle af sine tjenester.
Over ti år efter dens udgivelse, fortsætter den med at modtage patches for sårbarheder.

## Oversigt
Da IE6 blev udgivet omfattede det en række forbedringer i forhold til forgængeren, Internet Explorer 5. Det og dets layout motor  Trident er nødvendige for mange programmer, herunder Microsoft Encarta . IE6 har forbedret understøttelse af Cascading Style Sheets , tilføjer understøttelse af en række ejendomme, som tidligere ikke var blevet gennemført, og rette fejl, såsom Internet Explorer box model bug. I Windows XP, introducerede IE6 en redesignet interface baseret på operativsystemets standard tema, Luna. 

## Systemkrav
IE6 kræver mindst (med tilsat krav til XP fra IE6 SP1):
- 486/66 MHz processor.
- Windows 98
- Super VGA (800 x 600) skærm med 256 farver.
- Mus eller kompatibelt pegeredskab.
- RAM: 64 MB til Windows 98, 128 MB til Windows Me - Windows XP.
- Ledig plads på 8,7 MB ( Windows Me ) - 12,7 MB ( Windows NT med SP6a).